# Моргенштерн, Зинаида Лазаревна
Зинаида Лазаревна Моргенштерн (1912—1987) — советский учёный в области люминесценции кристаллофосфоров, кандидат физико-математических наук, лауреат Сталинской премии.

## Биография
Родилась в 1912 г. Член КПСС с 1942 г.
В первой половине 1930-х гг. работала в Харькове в Украинском физико-техническом институте.
В 1936 г. приехала в Ленинград и поступила на работу в ГОИ.
В 1941—1974 гг. научный сотрудник лаборатории люминесценции ФИАН. В годы войны — в эвакуации в Казани, совместно с В. Л. Левшиным, В. В. Антоновым-Романовским и З. А. Трапезниковой наладила производство инфракрасных биноклей БИ-8 и БИ-12.
В 1948—1952 гг. учёный секретарь Комиссии по люминесценции при ОФМН АН СССР, председателем которой был С. И. Вавилов.
В январе 1953 года в ходе усилившейся после «дела врачей» борьбы с космополитизмом была уволена из ФИАН. Восстановлена после смерти Сталина.
Умерла в 1987 году в Москве.
Кандидат физико-математических наук, старший научный сотрудник.
Муж — Букке Евгений Евгеньевич (1916—1997), зав. лабораторией ФИАН.

## Научные труды
Соавтор и редактор книг:
- Спектроскопия кристаллов : материалы симпозиума / Акад. наук СССР, Ин-т кристаллографии, Комиссия по спектроскопии при ООПФ АН СССР. Симпозиум по спектроскопии кристаллов, содержащих редкоземельные элементы и элементы группы железа (3-6 февраля 1965 г. ; Москва); ред. С. В. Грум-Гржимайло [и др.]. — М. : Наука, 1966. — 228 с. — Библиогр. в конце разд. — 3000 экз.
- Спектроскопия кристаллов : сб. / Научный совет по спектроскопии атомов и молекул АН СССР ; ред. А. А. Каминский, З. Л. Моргенштерн, Д. Т. Свиридов. — М. : Наука, 1975. — 373 с.

## Награды и звания
- Сталинская премия 2 степени (1952 год) — за исследования новых светящихся составов и разработку теории их действия.
- Премия Президиума АН СССР имени Л. И. Мандельштама 1947 года, в составе коллектива (В. В. Антонов-Романовский, В. Л. Левшин, З. Л. Моргенштерн, З. А. Трапезникова)[1].